# Konec (kniha)
Konec (The End) je třináctou, poslední knihou ze série dětských novel Řada nešťastných příhod od Lemonyho Snicketa. Poprvé byla vydána v roce 2006.

## Děj
Kniha vypráví tom, jak se sourozenci Baudelairovi dostanou do lodě s hrabětem Olafem (kniha navazuje na předchozí díl Předposlední utkání) a postihne je bouře. Dostanou se na pobřežní mělčinu u ostrova. Najde je tam jedna desetiletá obyvatelka ostrova – Frída. Zavede sourozence na ostrov, avšak Olafa zanechá na širé pobřežní mělčině. Sourozenci se dozvídají o zvycích zdejšího ostrova a nestačí se divit (např. že všechny předměty, které osadníci najdou po bouři, odvážejí do arboreta, že všichni pijí koksový med, že osadníci mají jakéhosi vůdčího – Ismahela, že všichni nosí stejné bílé šaty z ovčí vlny...)
Jednou, po další bouři, najdou na pobřežní mělčině kvádr z knih. Chtějí prozkoumat, co je nahoře, a uvidí, že tam leží jejich těhotná přítelkyně Kit Snicketová (z knihy Předposlední utkání). Kit je však v bezvědomí a má zlomené obě nohy. Nakonec se zpoza kvádru z knih vynoří hrabě Olaf a vydává se právě za Kit Snicketovou. Sourozenci Baudelairovi ho samozřejmě poznají, stejně jako osadníci z ostrova. Nakonec hraběte Olafa zamknou do velké ptačí klece. Violet, Klause a Sunny však nepustí na ostrov. Ale v noci za nimi přijdou dvě statečné dívky z ostrova. Řeknou jim, že se chystá vzpoura proti faciliátorovi. Pošlou sourozence do arboreta, aby sehnali nějaké zbraně. Sourozenci nejprve váhají, ale potom se rozhodnou, že se tedy vydají na druhou stranu ostrova k arboretu. Pod velikou jabloní, která rodí hořká jablka, najdou tajný prostor. Najde je tam Ismahel a odvede je do hlavního stanu. Tam už probíhá vzpoura osadníků. Hádají se mezi sebou. Faciliátor i Baudelairovi se nestačí divit, jak se ostrované dokážou vzbouřit. Nakonec do stanu přijde hrabě Olaf a stojí tváří v tvář Ismahelovi. Vůdčí ostrova neváhá a požádá svého spolupracovníka o zbraň. Střelí Olafovi harpunu přímo do jeho falešného vybouleného břicha, kterým se snažil napodobit Kit Snicketovou. Violet, Klaus a Sunny ale vědí, že pod šaty má uschované medúzovité mycelium. To je velmi nebezpečná houba - když totiž vdechnete její výtrusy, do hodiny zemřete. Existuje na to jen pár protijedů (např. křen). Výtrusy nebezpečné houby se rychle šíří a vdechnou je jak sourozenci, osadníci s faciliátorem, tak i Olaf a Kit. Sourozenci neváhají a rychle běží do tajného prostoru pod jabloní, o kterém osadníci (kromě Ismahela) nevědí a nikdy se ani nedozví. Pročítají knihu jednu po druhé, až narazí na kroniku ostrova s názvem Řada nešťastných příhod. Tam najdou zápisy svých rodičů. Dočtou se, že jabloň má hořká jablka, protože do jejich kořenů zasadili křen. Pro sourozence to je jediná možnost přežití, už se totiž začínají dusit. Podaří se jim získat jablka a chtějí je donést osadníkům. Ti však i se svým vůdcem odplouvají. Baudelairovi chtějí dát jablko Kit, ta se ale obává, že by uškodilo dítěti. Začíná však pociťovat porodní bolesti, a tak ji sourozenci i s jejím knihovým vorem dotlačí až na ostrov. Tam na ně čeká Olaf, plazí se a marně lapá po dechu. Vytrhne sourozencům jablko a sní ho. Baudelairovi ho prosí, aby jim pomohl s porodem, ale on, jelikož utrpěl zranění, když ho facilitátor střelil do břicha, padne a naposledy vydechne. Kit bohužel po porodu také zemře, ale stihne sourozencům říct, aby malou dívenku pojmenovali Beatrice. A tak sourozenci udělají, jak jim Kit řekla. Olafovi i Kit vytvoří hrob. U Olafova hrobu vždy jen chvíli postojí a k hrobu Kit Snicketové nosí kytice. Žijí tam asi rok. Za tu dobu malá Beatrice vyroste. Violet, Klaus a Sunny se rozhodnou, že i s Beatrice odplují. A tímto končí příběh sourozenců Baudelairových.